# Troilo II. de’ Rossi

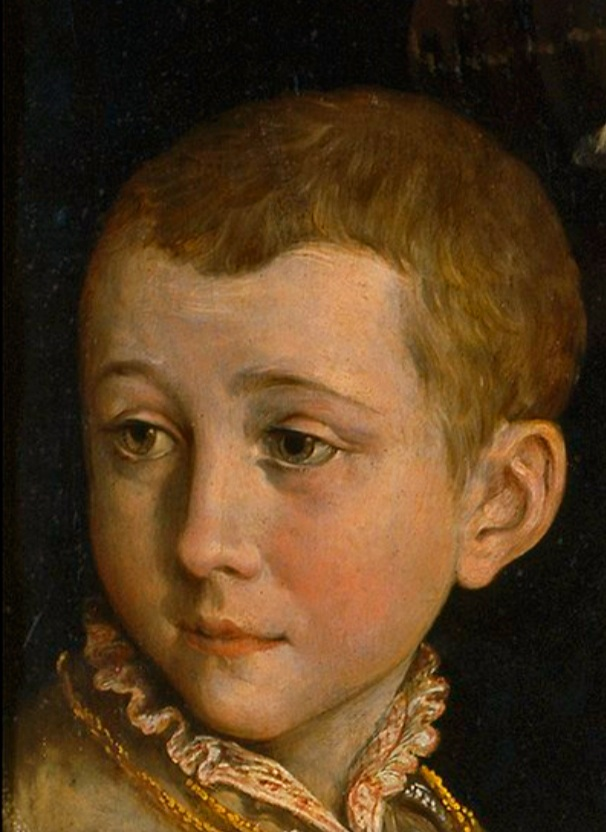
Troilo II. de’ Rossi, Detail aus dem Porträt von Camilla Gonzaga mit ihren drei Kindern (Parmigianino, um 1539–1540), heute im Prado

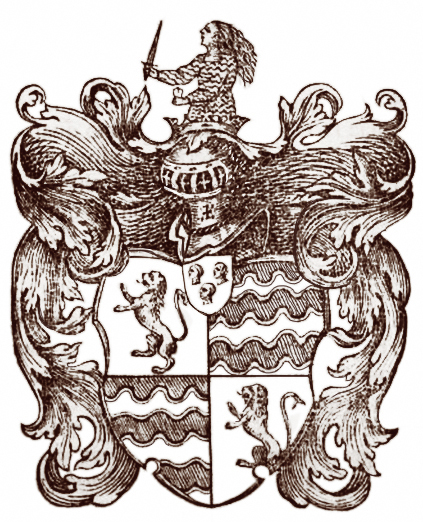
Wappen der Rossis von San Secondo

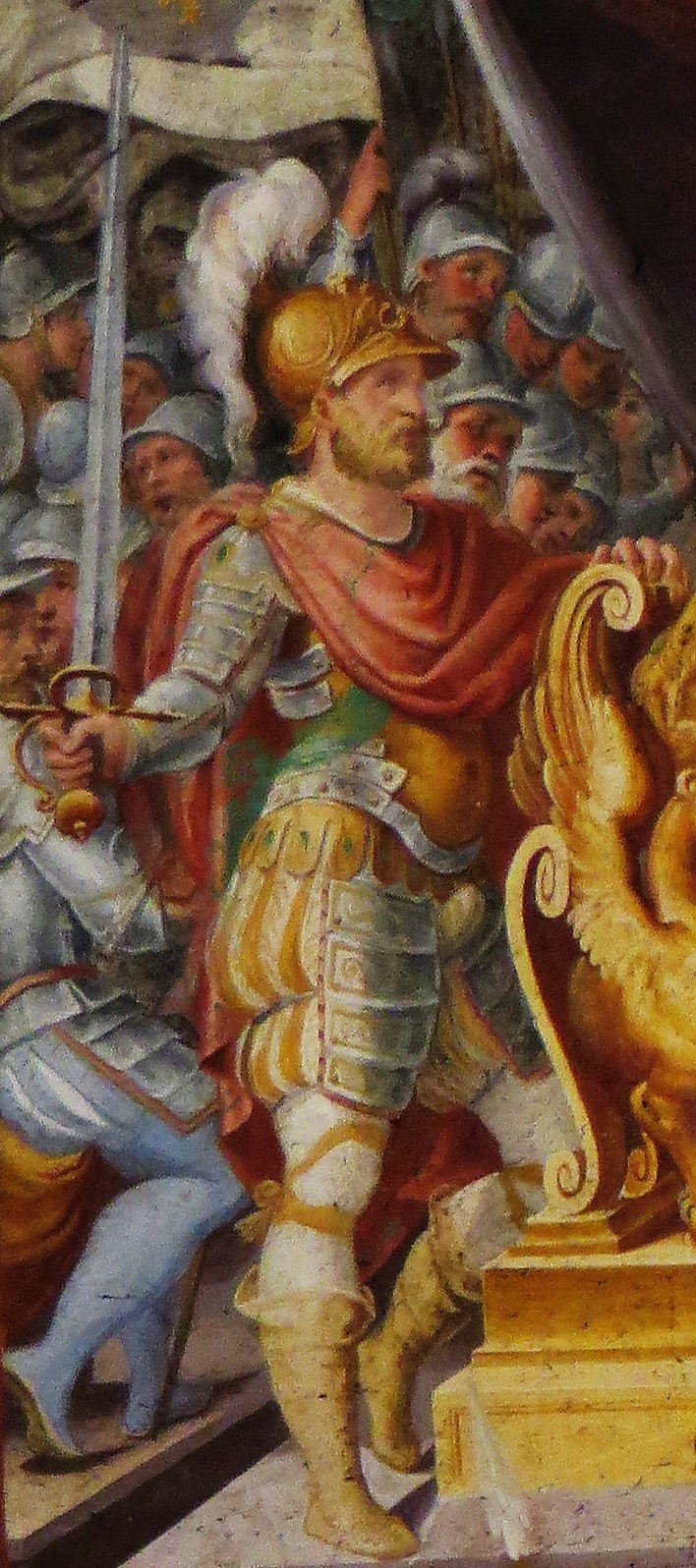
Troilo II. de’ Rossi, Detail aus einem Fresko in der Sala delle Gesta Rossiane in der Rocca dei Rossi von San Secondo: Investitur von Pier Maria III. de’ Rossi an der Spitze der Truppen des Königs von Frankreich

Troilo II. de’ Rossi (* um 1525 in San Secondo; † 31. Januar 1591) war ein italienischer Condottiere und Adliger sowie 3. Markgraf von San Secondo.
Troilo II. war einer der aufgeklärtesten Auftraggeber der Freskenausstattung der Rocca dei Rossi in San Secondo. Darüber hinaus widmete ihm der Geschichtswissenschaftler Bonaventura Angeli den zweiten Teil seiner Geschichte von Parma La historia della città di Parma et la descrittione del fiume Parma.

## Biografie

### Herkunft
Troilo II. gehörte zur Familie Rossi von San Secondo und war der Sohn von Pier Maria III. de’ Rossi und dessen Gattin Camilla Gonzaga. Er war der Bruder des Condottiere Sigismondo de’ Rossi und des Kardinals Ippolito de’ Rossi.

### Investitur und militärische Karriere
Nach dem Tod seines Vaters im Jahre 1547 folgte er diesem als Graf von San Secondo nach und war Zeuge der unsicheren Periode der Gründung des Herzogtums Parma und Piacenza unter der Dynastie Farnese. Von seinem Vater erbte er auch den Titel eines Kommandanten der italienischen Infanterie in den Diensten des Königreiches Frankreich. Von den Franzosen, die offen für die Farneses Partei ergriffen, löste er sich sofort. Auch wenn er im Krieg um Parma keine entschiedene Position einnahm, verbündete er sich schließlich in der Position eines Obersten mit den päpstlichen Truppen, mit denen er 1551 an der Belagerung von Mirandola teilnahm. Gebunden an den Treueeid gegenüber dem Papst Julius III. stellte er sich mehrere Male gegen den Druck des Herzogs von Parma, Ottavio Farnese, sich als Vasall dem neu gegründeten Herzogtum Parma und Piacenza zu unterwerfen. In den Jahren 1554 und 1555 diente er unter Cosimo I. de’ Medici und nahm an der Einnahme von Siena teil. Im Dezember 1556 musste er angesichts eines Briefes des spanischen Königs Philipp II., der den Rossis aufforderte, das Lehen San Secondo den Farneses zu übergeben, dies tun. In den 20 Jahren zwischen 1560 und 1580 diente Troilo II., nachdem er sich mit den Farneses ausgesöhnt hatte, dem Herzogtum Mailand im Range eines Kapitäns der Kavallerie und der Truppen von Philipp II., des Königs von Spanien. 1570 begleitete er Cosimo I. de’ Medici nach Rom und erhielt dort von Papst Pius V. den Titel eines Großfürsten der Toskana.

### Tod
Troilo II. starb am 31. Januar 1591 und wurde in San Secondo in der Kapelle der Heiligen Katharina im Inneren der Burg begraben.

## Auftraggeber für die Fresken in der Rocca dei Rossi in San Secondo
Troilo II. ist vor allen Dingen dafür bekannt, dass er die Rocca dei Rossi in San Secondo verschönern und dekorieren ließ. Auf sein Betreiben sind die Darstellungen und Verzierungen der Repräsentationsräume der Burg entstanden, vor allen Dingen die Ausschmückung der Sala delle Gesta Rossiane.

## Verwandte
Troilo II. heiratete Eleonora Rangoni aus Modena und hatte mit ihr zwei Kinder:
- Bianca;
- Pietro Maria (1551–1590).

Nach dem Tod seiner ersten Gattin 1569 heiratete Troilo II. erneut und hatte mit seiner zweiten Gattin eine weitere Tochter:
- Giulia.[5]